# Takehiro Kato
Takehiro Kato (加藤 豪宏 Kato Takehiro?), född 28 juli 1974 i Kyoto prefektur, är en japansk före detta fotbollsspelare.
Kato började sin karriär 1993 i Gamba Osaka. 1997 flyttade han till Oita Trinity. Efter Oita Trinity spelade han för Sagawa Express Osaka. Han avslutade karriären 2001.